# Jean Dupuy (homme politique)
Pour les articles homonymes, voir Jean Dupuy et Dupuy.

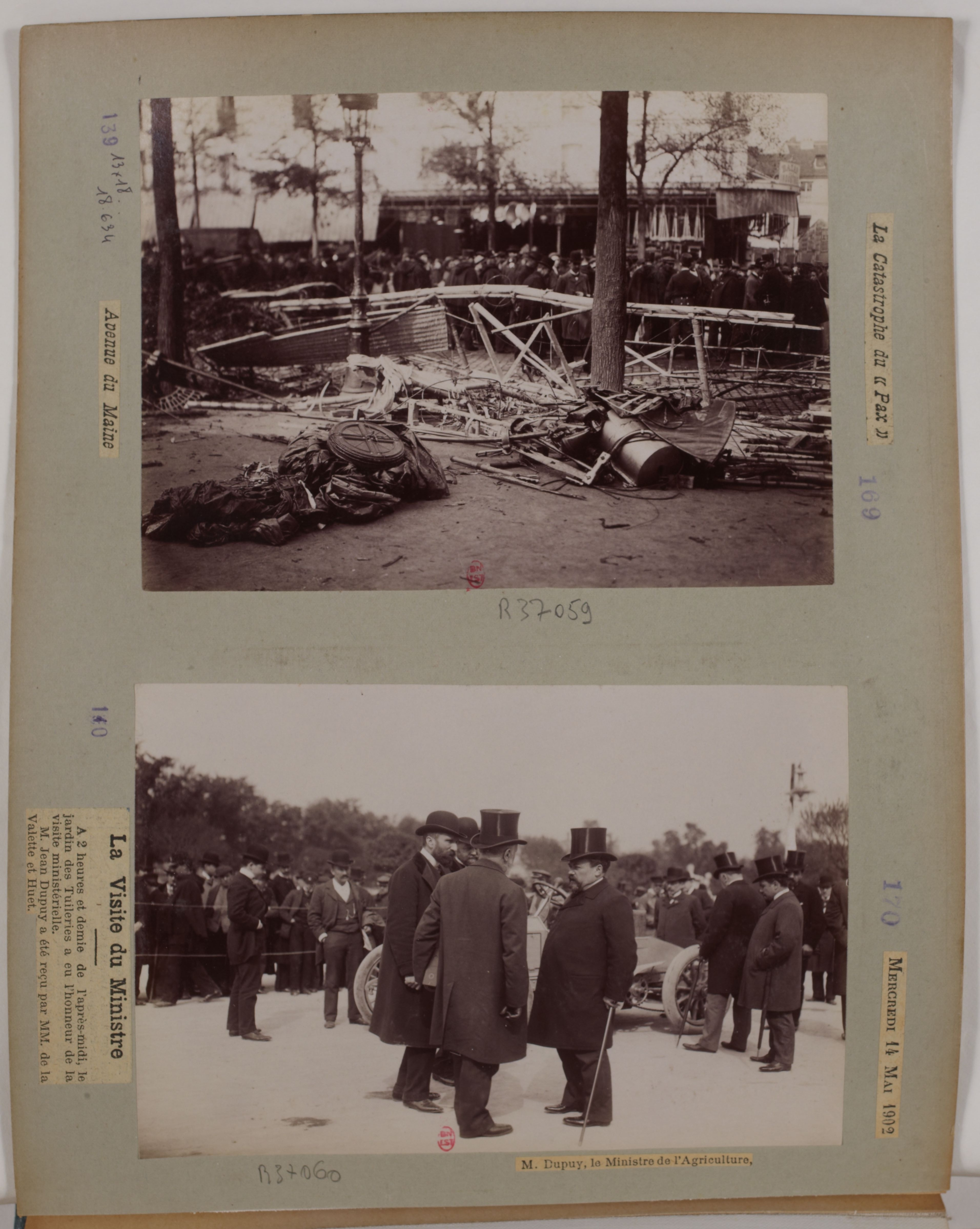
Jean Dupuy, le jour de la catastrophe du Pax (1902).

Jean Dupuy, né le 1er octobre 1844 à Saint-Palais (Gironde) et mort le 31 décembre 1919 à Paris, est un homme politique et patron de presse français.

## Biographie
Il est issu d'un milieu très modeste : son père, Jacques Dupuy, est "sergier", marin, colporteur et cultivateur dans la Gironde ; sa mère Magdeleine Thérèse est illettrée.
Huissier de profession, il exerce à Paris et s'intéresse rapidement à la presse et à la politique. Il prend la direction du Petit Parisien à la mort de Paul Piégut, en 1888 et renouvelle la formule du journal, dont le tirage ne cesse alors d'augmenter, atteignant 1 million d'exemplaires lors de l'affaire Dreyfus. 
En 1891, Jean Dupuy est élu sénateur des Hautes-Pyrénées et s'inscrit au groupe de la gauche républicaine. Il défend alors, dans les colonnes de son journal, le régime commercial libre-échangiste que veulent abolir la quasi-totalité des chefs d'entreprise français (sur 115 Chambres de commerce françaises réportoriées, seules deux - Marseille et Reims - sont favorables à la conservation du libre-échangisme commercial).
Nommé ministre de l'Agriculture du gouvernement de Pierre Waldeck-Rousseau, du 22 juin 1899 au 3 juin 1902, il organise le Crédit agricole et crée l'Office des renseignements agricoles. Il défend aussi à l'assemblée les producteurs français de blé lors du débat de 1900 sur l'importation et l'exportation des blés et farines. Il fait primer la préférence nationale, ce qui constitue une inversion complète de ses précédentes prises de position doctrinale - à la fin des années 1880 - favorables aux thèses libre-échangistes.
Il occupe par la suite d'autres postes dans différents gouvernements, notamment en tant que ministre du Commerce et de l'Industrie, puis des Travaux Publics, et ministre d'État. Il était membre de l'Académie d'Agriculture et du comité supérieur de l'Agriculture. Il est vice-président du Sénat en 1911.
Jean Dupuy devient avec Raymond Poincaré, un élu de l’Alliance républicaine démocratique, une formation centriste, laïque et libérale. 
Réélu sénateur le 3 janvier 1909, il meurt le 31 décembre 1919 après avoir lancé le magazine La Science et la Vie en 1913. Le Petit Parisien dépasse alors les deux millions d'exemplaires, ce qui constitue le plus fort tirage au monde à cette époque. Ses fils Pierre et Paul Dupuy prendront sa succession à la tête du quotidien avant de créer d'autres groupes de presse.
Il est inhumé au cimetière du Père-Lachaise (95e division).

## Décoration
- Commandeur de l'ordre du Mérite agricole

## Sources
- Les papiers personnels de Jean Dupuy sont conservés aux Archives nationales sous la cote 434AP [4]
- « Jean Dupuy (homme politique) », dans le Dictionnaire des parlementaires français (1889-1940), sous la direction de Jean Jolly, PUF, 1960 [détail de l’édition]